# Wavelet Haar
La wavelet Haar è stata la prima wavelet ad essere proposta nel 1909 da Alfréd Haar. Haar usò queste funzioni per dare un esempio di un sistema ortonormale numerabile per lo spazio delle funzioni L2 sulla retta reale.
La wavelet Haar è anche la wavelet più semplice. Lo svantaggio della wavelet di Haar è che non è una funzione continua e quindi non è derivabile.

La wavelet Haar

La wavelet madre di Haar è la funzione
{\displaystyle \psi (t)={\begin{cases}1\quad &0\leq t<1/2,\\-1&1/2\leq t<1,\\0&{\mbox{altrimenti.}}\end{cases}}}
e la sua funzione padre
{\displaystyle \phi (t)={\begin{cases}1\quad &0\leq t<1,\\0&{\mbox{altrimenti.}}\end{cases}}}

## Proprietà
La wavelet di Haar ha diverse proprietà:
- Ogni funzione sufficientemente regolare può essere approssimata, in un senso che può essere precisato, da una combinazione lineare di {\displaystyle \phi (t),\phi (2t),\phi (4t),\dots ,\phi (2^{k}t),\dots } e le loro traslazioni.
- Ogni funzione può essere approssimata dalla funzione costante 1 e {\displaystyle \psi (t),\psi (2t),\psi (4t),\dots ,\psi (2^{k}t),\dots } e le loro traslazioni.
- Ortonormalità

{\displaystyle \int _{-\infty }^{\infty }2^{m}\psi (2^{m_{1}}t-n_{1})\psi (2^{m}t-n)\,dt=\delta (m-m_{1})\delta (n-n_{1})}
La funzione duale di {\displaystyle \psi (t)} è {\displaystyle \psi (t)} stessa.
- Relazione madre/padre con diversa scala m:

{\displaystyle \phi (t)=\phi (2t)+\phi (2t-1)}
{\displaystyle \psi (t)=\phi (2t)-\phi (2t-1)}
- I coefficienti di scala m possono essere calcolati dai coefficienti di scala m+1

Se {\displaystyle \chi _{w}(n,m)=2^{m/2}\int _{-\infty }^{\infty }x(t)\phi (2^{m}t-n)\,dt}
{\displaystyle \chi _{w}(n,m)={\sqrt {\frac {1}{2}}}(\chi _{w}(2n,m+1)+\chi _{w}(2n+1,m+1))}
{\displaystyle \mathrm {X} _{w}(n,m)=2^{m/2}\int _{-\infty }^{\infty }x(t)\psi (2^{m}t-n)\,dt}
{\displaystyle \mathrm {X} _{w}(n,m)={\sqrt {\frac {1}{2}}}(\chi _{w}(2n,m+1)-\chi _{w}(2n+1,m+1))}

## Matrice di Haar
La matrice di Haar 2×2 associata con la wavelet è
{\displaystyle H_{2}={\begin{bmatrix}1&1\\1&-1\end{bmatrix}}.}
Usando la trasformata wavelet discreta si può trasformare ogni sequenza {\displaystyle (a_{0},a_{1},\dots ,a_{2n},a_{2n+1})} di lunghezza pari in una sequenza di vettori a due componenti {\displaystyle \left(\left(a_{0},a_{1}\right),\dots ,\left(a_{2n},a_{2n+1}\right)\right)}. Se si moltiplica ogni vettore con la matrice {\displaystyle H_{2}} si ottiene il risultato {\displaystyle \left(\left(s_{0},d_{0}\right),\dots ,\left(s_{n},d_{n}\right)\right)},
Se si hanno sequenze di lunghezza multiplo di quattro si possono costruire blocchi di 4 elementi e trasformarli in maniera simile con una matrice di Haar 4×4
{\displaystyle H_{4}={\begin{bmatrix}1&1&1&1\\1&1&-1&-1\\1&-1&0&0\\0&0&1&-1\end{bmatrix}}},